# O-Train (Korail)
O-Train (còn gọi là tuyến vòng Jungbu Naeryuk tiếng Hàn: 중부내륙순환열차) là một xe lửa tham quan ở Hàn Quốc được quản lý Korail. Tàu đi vào hoạt động từ năm 2013 à vận chuyển hành khách từSeoul, theo tuyến vòng tròn, đi qua các vùng trung tâm Hàn Quốc và quay trở về Seoul.

## Tổng quan
Tuyến tàu được mở cửa vào ngày 12 tháng 4 năm 2013, và là một tàu chạy theo tuyến vòng xung quanh các địa điểm tham quan ở các vùng trung tâm Hàn Quốc, và nó dừng lại tại một số địa điểm như núi Taebaeksan ở Gangwon-do, Yeongju ở Gyeongsangbuk-do, và Jecheon ở Chungcheongbuk-do Nó có lộ trình tương tự như tàu hoa tuyết tuyến vòng khu vực trung tâm đô thị Tokyo cũ (Hangul:환상선 눈꽃순환열차).
Từ "O" trong tuyến tàu được bắt nguồn từ tuyến vòng, và "One", nó đi qua ba tỉnh. Tàu gồm có 4 toa, phòng quan sát, và màn hình tham quan, và khởi hành mỗi ngày từ ga Seoul, ga Cheonan, và ga Osong. Một trong điểm dừng là tại ga Chujeon ở Gangwon-do, nó nằm ở độ cao 855 mét, cao nhất dành cho các tàu dừng lại ở Hàn Quốc, để tham quan và chụp.
Một loại tàu Korail tương tự là V-Train, được mở cửa cùng ngày, và đi qua miền núi của các tỉnh Gangwon-do và Gyeongsangbuk-do. Hành khách của O-Train có thể chuyển qua V-train tại ga Cheoram, Seungbu và Buncheon.

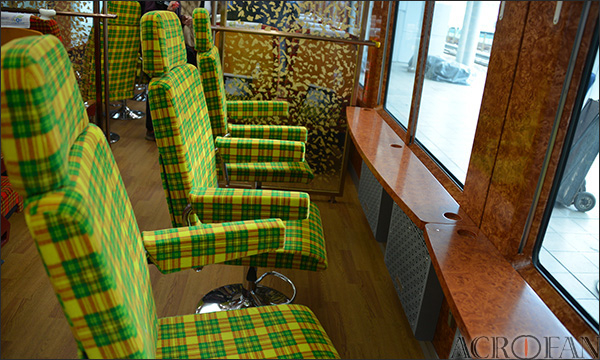
Nội thất bên trong O-Train

Việc mở cửa tàu làm đã thu hút được nhiều lượt khách du lịch trong lịch sử khai thác than của Gangwon. Ga Buncheon ở Gyeongsangbuk-do, nơi có một tuyến đường sắt chạy bằng than, cho thấy số lượng khách du lịch ngày càng tăng 2013, gồm hai tuyến O-Train và V-Train, xấp xỉ 10 đến 1000 hành khách trong một ngày.

## Hoạt động
- Ngày bắt đầu: ngày 12 tháng 4 năm 2013
- Ga bắt đầu và kết thúc "tuyến vòng": Ga Seoul - Ga Cheongnyangni - Ga Suwon - Ga Cheonan - Ga Osong[7][11]
- Ga trên "tuyến vòng": Ga Jecheon - Ga Wonju - Ga Yeongwol - Ga Mindungsan – Ga Gohan – Chujeon - Ga Taebaek - Ga Cheoram - Ga Seungbu - Ga Buncheon - Ga Chunyang – Ga Bonghwa – Ga Yeongju - Ga Punggi - Ga Danyang
- Tổng thời gian đi lại: 5 giờ.